# Lago Powell

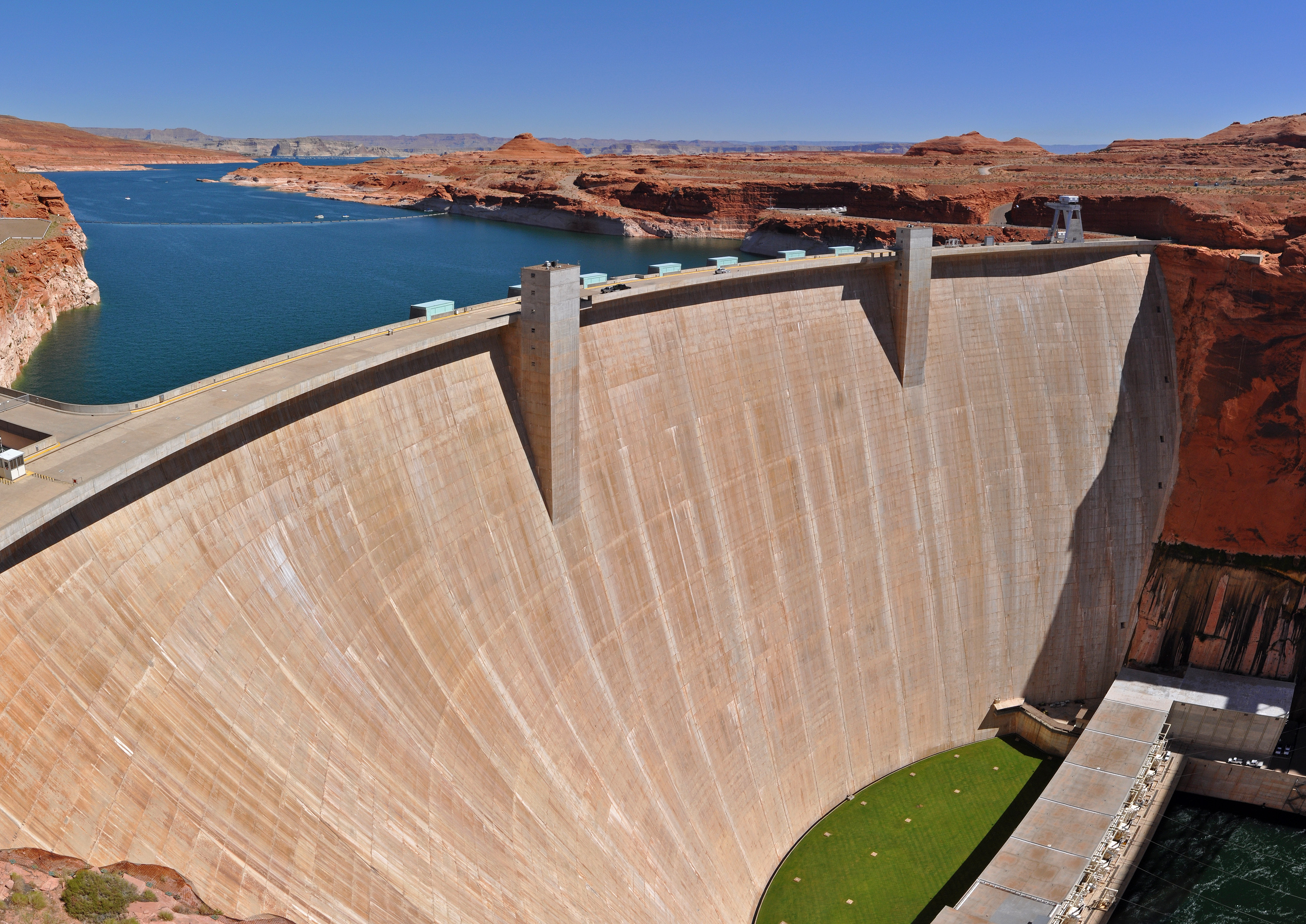
La diga del Glen Canyon che forma il Lago

Il lago Powell è un lago artificiale creato sul fiume Colorado con la costruzione della diga di Glen Canyon. Lungo quasi 300 km, il lago si situa al confine tra gli Stati di Arizona e Utah.

## Geografia
Le acque del lago Powell sono molto chiare e possono raggiungere i 170 metri di profondità. Formatosi dalla costruzione dello sbarramento del Glen Canyon sul fiume Colorado, questo enorme lago artificiale (il secondo più grande degli Stati Uniti) presenta 3.057 km di costa e si estende su una superficie di 658 km².
Il bacino del lago Powell iniziò a riempirsi nel marzo 1963, raggiungendo il suo punto di massimo volume nel 1980.
II lago prende il suo nome dal maggiore John Wesley Powell. Come il lago Mead è in crisi, data la diminuzione del livello                       d'acqua.

## Altri progetti

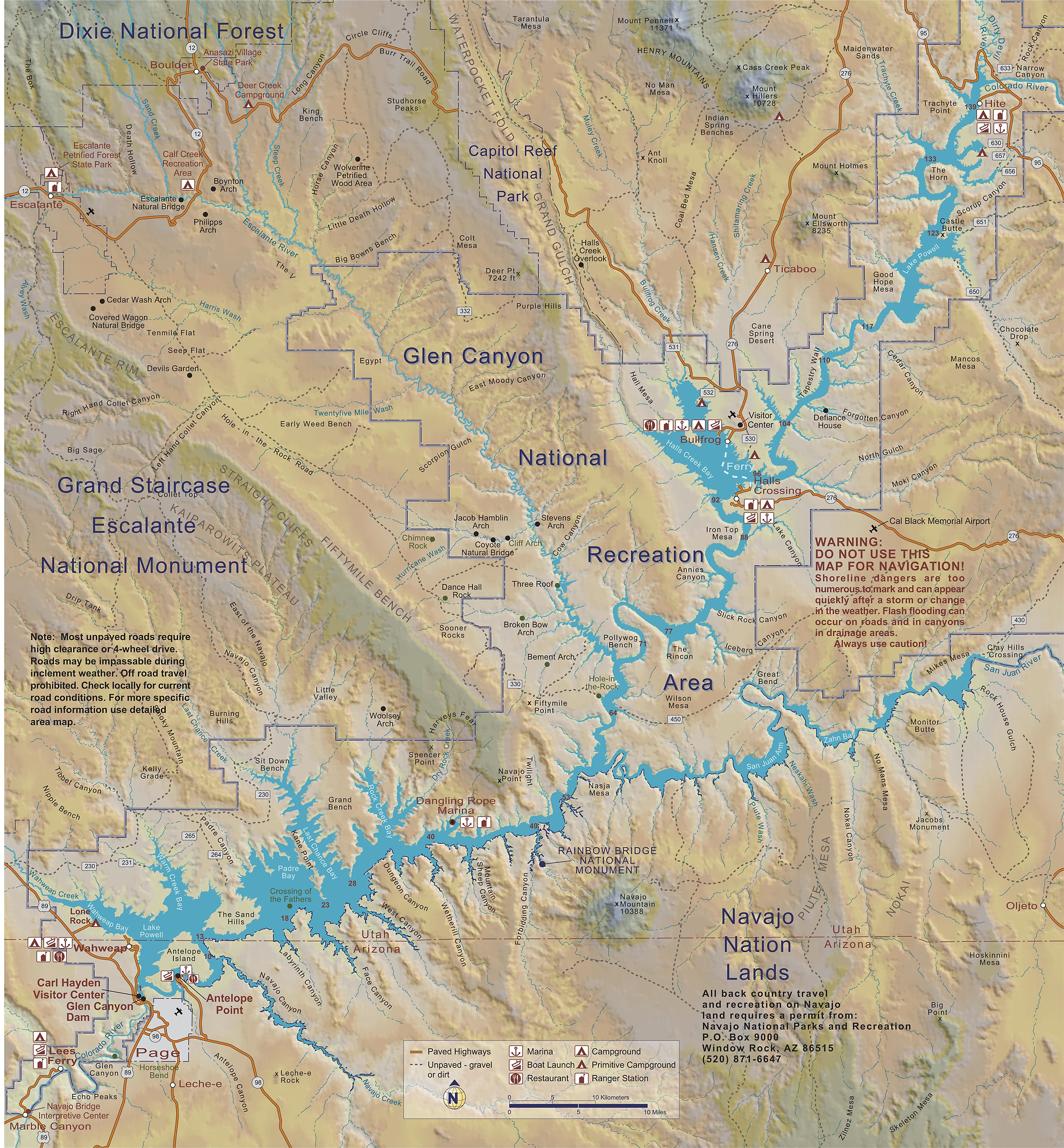
Mappa del lago Powell